# ヴィラ・ソマリア
ヴィラ・ソマリア (英語: Villa Somalia, ソマリ語: Madaxtooyada Soomaaliya, アラビア語: فيلا الصومال) は、ソマリア大統領府。1922年に首都モガディシュに建てられた建物の名だが、ソマリア大統領府という組織を意味することもある。

## 歴史

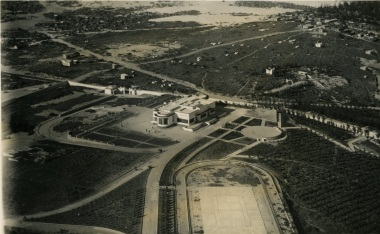
1935年時点のヴィラ・ソマリア

ソマリアがイタリア領ソマリランドだったころ、知事の住居としてイタリア人の設計でアール・デコ調を取り入れて作られた。完成したのは1936年10月で、当初は「ヴィラ・デル・ヴィチェレ (Villa del Vicere、総督の別荘)」と呼ばれた。
首都モガディシュを見下ろせる高台に作られ、ペトレラ空港（現アデン・アッデ国際空港）とモガディシュ港へのアクセスを考慮して場所が選ばれた。壁がスタッコの建物だった。
1960年にソマリアが独立すると、大統領官邸となった。クーデターで第3代大統領となったモハメド・シアド・バーレが建物を増築した。バーレが追放され、内戦状態になってからも、さまざまな有力者がこの建物の支配権を争った。まずバーレを追放した統一ソマリ会議が支配するが、統一ソマリ会議が分裂すると、武官トップのアイディードが文官トップのアリを追放して官邸に入り、大統領就任を宣言した。アイディードが暗殺されると息子のフセインが大統領就任を宣言して官邸としたが、2006年にイスラーム過激団体のイスラム法廷会議がモガディシュを含むソマリア南部を支配して、この建物を本拠とした。
2006年の後半に暫定連邦政府がイスラム法廷会議からモガディシュを奪い返した。2007年1月8日、暫定連邦政府のユスフ大統領は、首都機能をバイドアからモガディシュに移し、この建物を再び大統領官邸とした。